# Onthophagus blackwoodensis
Onthophagus blackwoodensis là một loài bọ cánh cứng trong họ Bọ hung (Scarabaeidae).